# Ischnoptera stygia
Ischnoptera stygia är en kackerlacksart som beskrevs av Morgan Hebard 1926. Ischnoptera stygia ingår i släktet Ischnoptera och familjen småkackerlackor. Inga underarter finns listade i Catalogue of Life.